# Talsperre Stanovice

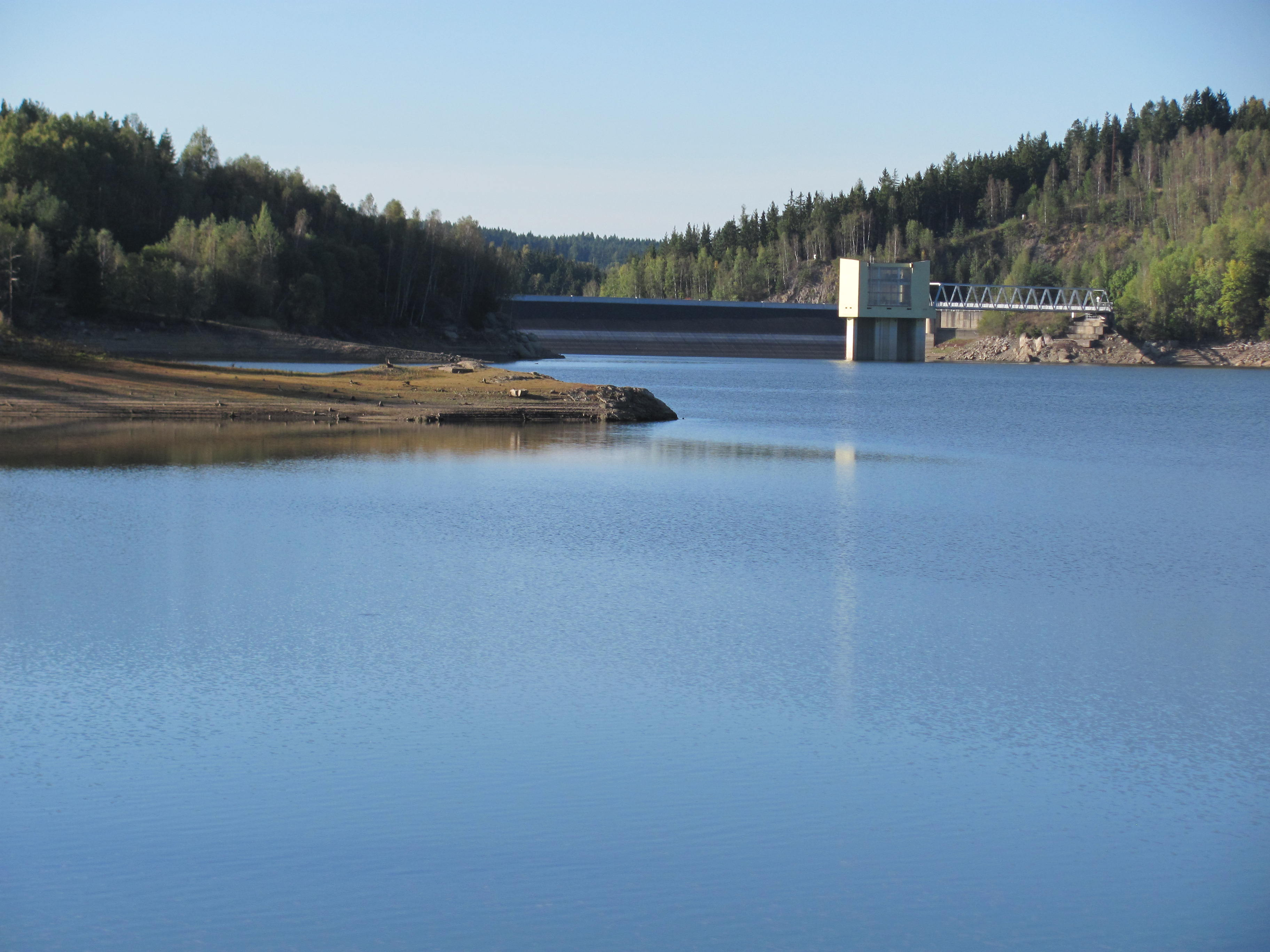
Blick zum Damm und Ablassturm

Die Talsperre Stanovice (tschechisch Vodní nádrž Stanovice) ist eine Trinkwassertalsperre in Tschechien. Sie befindet sich sechs Kilometer südlich von Karlsbad/Karlovy Vary im Kaiserwald/Slavkovský les. Gestaut werden der Lomnický potok und sein Zufluss Dražovský potok. Der Stausee liegt in der I. Zone des Trinkwasserschutzgebietes und ist nicht zugänglich.

## Geographie
Der Staudamm liegt einen reichlichen Kilometer nördlich des Dorfes Stanovice; über die Dammkrone führt die Ortsverbindungsstraße zwischen Stanovice und Háje. Umliegende Orte sind Háje und Kolová im Norden, Pila im Nordosten, Rybničná und Nové Kounice im Südosten, Dolní Dražov und Nové Stanovice im Süden, Stanovice und U Tepelského Údolí im Westen sowie Cihelny im Nordwesten.

## Geschichte
Nach der Überschwemmung vom 24. November 1890 in Karlsbad begann die Stadt mit der Planung von Hochwasserschutzmaßnahmen. Ein Gutachten der Hydrographischen Landesanstalt Prag hielt im Jahre 1907 den Bau von zwei Talsperren an der Tepl und am Lamnitzbach (Lomnický potok) für erforderlich. Zum Zwecke eines schnellen Hochwasserschutzes wurde die Entscheidung getroffen, zunächst nur die Talsperre an der Tepl zu errichten; realisiert wurde die Talsperre Pirkenhammer jedoch erst in den 1930er Jahren.
Zwischen 1972 und 1978 wurde schließlich zum vorrangigen Zwecke der Versorgung der Kurstadt Karlsbad mit Trinkwasser am Lomnický potok die Talsperre Stanovice nach einem Projekt von Hydroprojekt Praha errichtet. Bauausführende Unternehmen waren Vodní stavby Praha, Sigma Hranice, ČKD Blansko, EZ Praha, ZPA Praha und das VEB Autobahnbaukombinat Weimar. Mit dem Talsperrenbau wurde die im ansonsten unbesiedelten Kerbtal des Lomnický potok gelegene Einschicht Stanovický Mlýn (Donawitzer Mühle) überflutet.
Nach der Fertigstellung im Jahre 1978 zeigte sich die Wasserqualität als problematisch. Analysen ergaben einen Eintrag von Eisen, Mangan und Huminstoffen aus dem besiedelten und landwirtschaftlich genutzten Einzugsgebiet des Lomnický potok. In den Sommermonaten muss der Stausee deshalb bezüglich der Bildung von Blaualgen kontrolliert werden. Die Technologische Agentur der Tschechischen Republik führte in den Jahren 2012–2015 an der Talsperre das Projekt Methoden zur optimalen Planung von Maßnahmen in den Einzugsgebieten von Trinkwassertalsperren zu einer effektiven Verringerung ihrer Eutrophierung durch.

## Beschreibung
Der 57,5 m hohe Schüttdamm besitzt eine wasserseitige Asphaltdichtung; er hat eine Länge von 258 m und ist 8,25 m breit. 150 m vor der Dammkrone befindet sich ein massiver Ablassturm aus Beton. Im Fuße des Turmes wurde ein Kleinkraftwerk mit zwei Turbinen von 37 bzw. 46 kW eingerichtet.
Die Talsperre Stanovice ist Teil des Wasserwirtschaftssystems Stanovice–Březová, zu dem noch die Talsperre Březová sowie die Pumpstation und das Wehr Teplička gehören. Von der Pumpstation wird am Wehr Teplička Wasser aus der Teplá über eine Druckleitung in den Stausee geleitet; dabei wird ein Höhenunterschied von 139 m überwunden.
Neben der Trinkwasserversorgung, der Stromerzeugung und der Gewährleistung eines Minimaldurchflusses am Unterlauf des Lomnický potok dient die Talsperre auch dem Hochwasserschutz und der Fischerei. Die Talsperre Stanovice kann bei einem Winterhochwasser während der Schneeschmelze von 40 m³/s an den Wasserabfluss des Lomnický potok auf 13 m³/s reduzieren. Zusammen mit der Talsperre Březová kann die Talsperre Stanovice bei einem Jahrhundertsommerhochwasser von 90 m³/s die nach Karlsbad fließende Wassermenge auf 13 m³/s senken.